# Dhenkanal (Stadt)
Dhenkanal ist eine Stadt im indischen Bundesstaat Odisha.
Dhenkanal ist Hauptstadt des gleichnamigen Distrikts.
Die Stadt wurde schon am 18. April 1951 zu einer Municipality erhoben. Sie ist in 23 Wards gegliedert. Die Stadt liegt 35 km nordwestlich von der Großstadt Cuttack, mit welcher sie per Bahn und nationaler Fernstraße verbunden ist.
Beim Zensus 2011 betrug die Einwohnerzahl 67.414.
Dhenkanal war Hauptstadt des gleichnamigen Fürstenstaats.